# کندور فریز
کندور فریز (به انگلیسی: Condor Ferries) یک کشتی است.